# Dia da Fidelidade

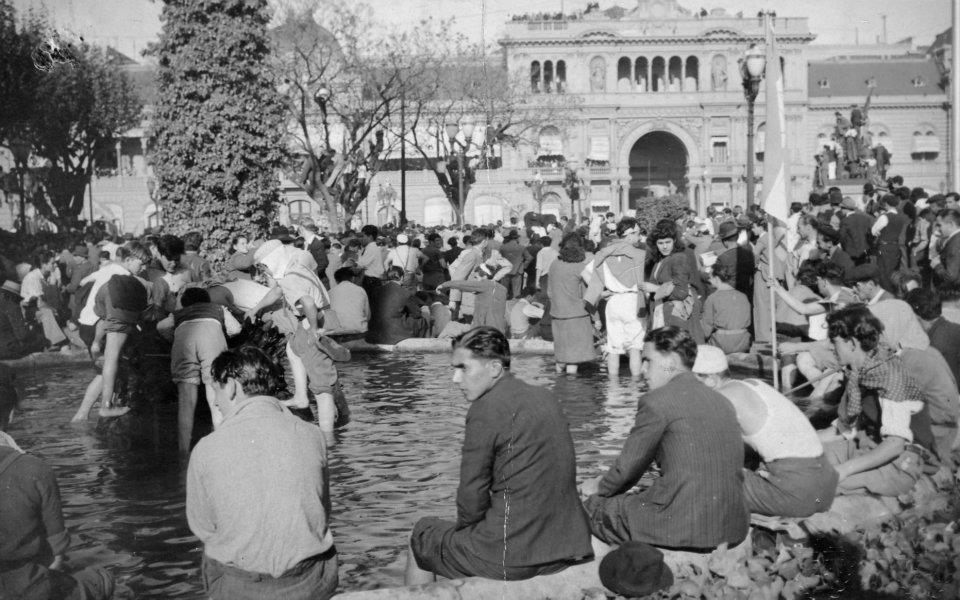
Imagem histórica de 17 de outubro de 1945, data fundadora do peronismo.

O Dia da Fidelidade é comemorado todo dia 17 de outubro e é a principal data comemorativa do peronismo. O dia comemora uma grande mobilização operária e sindical na Praça de Maio, em Buenos Aires, em 17 de outubro de 1945, que exigiu e obteve a libertação do então coronel Juan Domingo Perón, preso poucos dias antes. O evento é considerado o nascimento do peronismo, bem como um dos momentos mais importantes da história do movimento operário argentino, pois marcou a constituição da classe operária como protagonista da história argentina. Também é chamado de Dia da Lealdade Peronista ou simplesmente 17 de outubro. Entre 1946 e 1954, este dia foi feriado nacional.
Há dois anos, Perón liderava um movimento político que incluía as principais correntes sindicais do país, especialmente as correntes sindicais revolucionárias e socialistas, instaladas no Ministério do Trabalho e Previdência Social, de onde se realizava uma promoção massiva dos direitos dos trabalhadores. Em 8 de outubro de 1945, o general Eduardo Ávalos pediu ao presidente de fato Edelmiro J. Farrell que afastasse Perón dos cargos que lhe haviam sido anteriormente atribuídos: vice-presidente da Nação, secretário do Trabalho e Previdência Social e ministro da Guerra. Ele foi preso e levado para a Ilha Martin Garcia e, em seguida, para o Hospital Militar. Nove dias depois, um grande número de manifestantes dos bairros operários da periferia de Buenos Aires ocupou o centro da cidade, especialmente a Plaza de Mayo, conquistando a liberdade dos prisioneiros e forçando a ditadura no poder a convocar eleições. Quatro meses depois, Perón seria eleito presidente da nação.